# 一獄一世界
《一獄一世界》，實體版改稱《壹獄壹世界》，是香港網路小說作家日辰於2013年在高登討論區連載的網路小說，講述一名富二代意外被判入獄，在監獄裡渡過一年的心路歷程。小說在網上發佈後廣受好評，並於連載期間實體出版，被視為最具代表性的香港網路小説之一:232。該作亦於2015年被翻拍成黑色喜劇電影《壹獄壹世界：高登闊少踎監日記》，並在2022年宣佈開拍原創續集《壹獄II劫數難逃》。

## 情節
富二代于日辰因在喝酒後帶情婦坐跑車兜風時發生車禍，被判危險駕駛，需入獄服刑一年。于在入獄首天便遭獄卒「通櫃」，又未能適應監獄的規矩和地下秩序，感到異常痛苦。他結識了睡在上鋪的獄友伍仔，並在他的解說下了解到監獄的運作和勢力分佈。隨後于在洗衣房工作時因煙癮起而嘔吐，引起其他囚犯不滿，幸得一名老囚犯達叔出面解圍而逃過一劫。于在了解到香煙在監獄裡等於貨幣、有香煙就能為所欲為這個道理後，一位名叫麥當的囚犯找上于，指他能以2000元四包的價格為他代購香煙。但在當日下午，負責維持監倉秩序的老總（老大）司徒突然將于帶到一旁問話，質問他是否有人私下向他兜售香煙。原來，監獄裡的每間監倉都是由老總為囚犯「劃飛」（代購香煙），以1400元九包的價格統一發售，被揭發私下賣煙的麥當遂遭司徒的左右手傻熹以「倉法」伺候。後來，有一個強姦犯被轉送到于的監倉，根據監獄傳統，犯下風化罪的人一般在入獄首天都會被毒打折磨，因此傻熹等囚犯又將那名新人圍毆至重傷，讓于見識到監獄可怕的一面。
于在母親前來探望時要求她將錢匯入司徒指定的户口，隨後又與女友美瑤會面，被迫與家人分隔兩個世界的于開始反思自己以前生活的不檢點，認為自己辜負了父母和女友的愛。同時，于在獄中因用上了在英國留學時學會的籃球技巧而贏下了多場「倉際籃球比賽」，獲得司徒等老大的賞識，並初次體會到在監獄中享有特權的爽快。月尾，司徒向眾人發放香煙，一舉過購下了140包煙的于瞬間變成大富户，轟動整個監獄，麥當等囚犯發現他是富戶後更開始巴結他。于遂用香煙來進行各種交易，例如僱人代其進行勞動工作，或是賄賂廚役為他提供更好的餸菜。就在于的生活開始變好時，一位名叫阿積的強姦犯被轉送到于的監倉。于本以為他又會慘遭毒打，但在傻熹等人出手前，一名小弟趕來阻止，指這位新囚犯已與鄰倉的老總野狼已達成協議，將會給所有囚犯每人十包煙。此舉令一向公正的司徒也有所動搖，最終眾囚犯在投票後選擇放過了他，成為監獄史上唯一一個沒有遭倉法伺候的風化犯。然而，雖然于沒有得罪阿積，但後者卻不知為何盯上了其，處處針對著他，對他進行各種無聊的惡作劇，例如給他改綽號「龜頭魚」。而且，因阿積入獄後經常豪氣地收買其他囚犯，導致香煙通脹，令于的生活變回像以前那樣難熬。同時，美瑤發現了于在車禍當天原來是跟情婦在一起，一怒之下便前來跟他提出分手，令于大受打擊。于遂跟伍仔訴苦，但伍仔卻比他更憂愁。原來伍仔在外頭有一個女兒，但即將出獄的他擔心無法修補與女兒的關係，而且因有案底而無法尋找工作，養活妻女。于便承諾出獄後會聘請他當私人助理，讓他不用再擔心生活，並花更多時間陪伴家人。
但在翌日早上，伍仔竟被發現已在夜裡自殺身亡。獄卒鬼王雖告訴于其實伍仔的女兒在前一天遭一名癮君子強姦，伍仔很有可能是受不住打擊而自殺，但于認定伍仔不可能自殺，懷疑是阿積的陰謀，甚至覺得那名癮君子是受僱於阿積。于多次想向阿積報復，但均被達叔阻止。然而，達叔有天又被發現墮下樓梯重傷。于丟下工作趕去看望達叔，卻被鬼王當成是企圖越獄，將他關水飯房一個月。由於監獄規定禁閉後需要更換監倉，因此于被轉送到由野狼看管的細倉。該監倉的氣氛融洽，于很快便與一群南亞囚犯變得熟絡。隨後在一次放飯時，久別的阿積又來挑釁于，但因這次達叔不在于身邊制止他，加上他也希望為伍仔和達叔報仇，遂揮拳攻擊阿積。阿積的跟班還擊將于打暈，但野狼和南亞囚犯們隨即上前保護于。雙方人馬很快便打起來，而一直在辱罵南亞人的阿積被一名南亞囚犯用削尖的牙刷捅至重傷。
于在羈留病房渡過餘下刑期，終於等到出獄當天。他向前來接他的父母道歉，又去探望已康復的達叔和給予伍仔的遺孤一大筆生活費，並從達叔口中得知當天原來他真的只是意外滑下樓梯，自己一直錯怪了阿積。此後，于本打算去找美瑤試圖復合，卻從母親口中得知她已前往英國，並表明已對于完全心淡。于最後對自己做錯事以致失去了美瑤感到後悔，並決定要改變自己的處世態度。

## 角色
- 日辰／魚仔：男主角，原為玩世不恭、趾高氣揚的富二代，因危險駕駛而被判入獄，起初因只想儘快出獄和過上更好生活而利用財力優勢購買香煙，成為監獄中的大富户，但在阿積出現後開始反思和改變[3]:232。
- 阿積／Jake：家族經營黃金買賣生意的富二代，因強姦而被判入獄兩年，為人豪奢跋扈，同樣是監獄中的大富戶，且處處針對著于[3]:231。
- 達叔：入獄多年的老囚犯，為人圓滑低調，與于成為好友後教導他處世之道和人生道理。後因意外跌下樓梯而重傷。學者鄺梓桓認為此角色猶如「禪修」般的行事作風，在罪惡之地中帶來的反差能讓讀者思考監禁生活對人性尊嚴的挑戰，並讚揚此角色的刻劃富有意義[3]:230-231。
- 伍仔：本名伍志強，于在監獄第一個認識的朋友，因運毒而被判入獄九年，為人膽小怕事、又窮又弱，只能靠奉承別人來換取生活尊嚴。後在得知女兒在外頭被強姦後自殺身亡。鄺梓桓認為此角色的故事線是要帶出更身人士所面對的困難，以及讓讀者反思金錢的意義[3]:230。
- 司徒：身處的大倉老總，曾為社團冧把的軍師，為人公正，以「維持監倉秩序」為首要原則，因此訂下了完善的法規[3]:231。
- 野狼：細倉老總，身材矮小但深得他人尊重的老大，為人友善、平易近人，視同倉為兄弟，因此不會強徵香煙和訂下嚴格法規。鄺梓桓指不論野狼自身的形象以及他與司徒相反的管治策略都在故事中形成能令人反思的鮮明對比[3]:231。
- 鬼王：懲教署高級監督，地位僅次於阿一（獄長），為人剛正不阿。
- 傻熹：的同倉，司徒的左右手，為人暴躁瘋癲，但對司徒言聽計從。
- 班納吉：細倉囚犯，南亞人。後因為同鄉出頭而行刺阿積。鄺梓桓認為班納吉等南亞囚犯是在影射和探討現實社會中少數族裔所面對的問題[3]:229。
- 喪強：的同倉，前和記四二六（金牌打手），與司徒不和但礙於其威嚴而被迫屈服[3]:229。
- 麥當：的同倉，常常見風駛舵，曾以高價向于兜售香煙，在發現于是有錢人後開始巴結他。
- 彈波、關公、道友基：于的同倉[3]:229。
- 凌美瑤：的女友和青梅竹馬[3]:225。

## 創作與出版
《一獄一世界》於2013年在高登討論區上連載。作者小姓奴為首位實體出版小說的高登網路小說作家，他在發佈《一》時另取筆名「于日辰」，此後沿用至今。小姓奴在創作《一》時採用了有別於其他網路小說邊寫邊發佈的寫作方式，他完全按照自己的意思創作，並在寫完結局後才在網上發佈，務求不受讀者的留言影響。小姓奴為了了解監獄運作而曾特地去訪問釋囚，又在創作時糅合了嚴肅的監獄文化和無厘頭的高登文化，雖以書面語入文，但加入了大量粗口、高登術語和監獄俗語，務求令故事中描寫的監獄環境更加逼真，同時他又透過描寫監獄的潛規則，帶出對現今社會不公的不滿和諷刺。該作亦繼承了高登小說的傳統，加入了色情元素，例如于日辰在入獄前的糜爛生活和囚犯們在監倉自瀆等情節。《一獄一世界》因在網上廣受好評，在連載期間便獲點子出版邀請將該作實體出版，並更名為《壹獄壹世界》，於2013年7月17日在香港發行。然而，由於小姓奴在連載期間因病入院，無法更新最新章節，而實體小說在當時經已出版，因此網路連載版的結局是由高登網民合力將餘下部份從實體書搬運到貼文內。該小說亦是首部以監獄為主題的香港小說，及後掀起了一股創作監獄文學的風潮:101。

## 評價
《一獄一世界》在網路連載期間廣受好評，主要讚揚該作獨特的敍事風格和生動刻劃出的監獄文化，被視為最具代表性的香港網路小説之一:232。
當代中國文學學者鄺梓桓評論指《一獄一世界》對香港網路文學的影響是顯著而深廣，因該作是少數能被實體出版以及改編成電影的香港小說，改變了香港社會主流對網路小說的保守看法，同時亦打破了網路文學以情色主導的創作慣習。該作在書寫技巧和劇情設計上亦與傳統文學有極大差異，並透過富真實性的角色刻劃出社會邊緣人的境況:219-222。作家何故讚揚該作的故事設定破格，且富有教育意義。而網路小說作家阿暖則將該作形容為「港式文學文藝復興」的作品之一。

## 改編電影

### 壹獄壹世界：高登闊少踎監日記
中國創意數碼娛樂在購下高登小說《東莞的森林》的版權並改編成電影《一路向西》後獲得不錯的評價，因此又在2015年購下《一獄一世界》的版權，並在同年翻拍成電影。創意數碼娛樂本想邀請小姓奴親自擔任編劇，然而他認為該小說過於生活化和節奏緩慢，不適宜拍成電影，因此拒絕撰寫劇本，僅願意售出版權。電影改稱為《壹獄壹世界：高登闊少踎監日記》，由孫立基執導，男主角于日辰由王宗堯飾演；反派阿積由張建聲飾演；主要角色伍仔、達叔、司徒和野狼分別由蔡瀚億、廖啟智、黃光亮和姜皓文飾演，其中野狼一角的設定被改成司徒的左右手，而細倉老總則由何華超飾演的原創角色龍哥擔任。其他有登場的原著角色包括鬼王、凌美瑤、傻熹、于日辰的母親和情婦Vivian，分別由徐錦江、李梓言、周祉君、余安安和林芊妤飾演。孫立基和編劇吳漢邦在製作時邀請了小姓奴一同參與製作，其中大部份演員都是由小姓奴親自選角，而劇本方面則沿用了原著大概九成的內容，再加入了一些緊貼時事的元素，以呈現現今監獄的生活細節。該電影於2015年5月28日上映，並在宣佈上映後已獲得廣泛關注，而且整體口碑不俗，被視為最成功的香港網路小說改編電影之一。

### 壹獄2：劫數難逃
2022年，因《壹》在上映時獲得不俗的評價，導演孫立基於七年後宣佈開拍續集，定名為《壹獄II劫數難逃》，由張建聲、黃光亮、蔡瀚億等原班人馬飾演，並加入張繼聰、鄒文正和鄭浩南等主演，其中主角將會由前作反派、張建聲飾演的阿積擔任。該電影於2022年8月開拍，同年9月煞科。